# Warszawski Klub Futbolu Stołowego
Warszawski Klub Futbolu Stołowego (znany jako WKFS) – polski klub futbolu stołowego mający siedzibę w Warszawie. Został założony 25 października 2002 roku i jest najstarszym klubem w Polsce w swojej dyscyplinie. Reprezentanci klubu są wielokrotnymi mistrzami Polski w wielu rozgrywanych kategoriach (Pary Open, Single Kobiet, Pary Kobiet). W rozgrywkach klubowych żeńska reprezentacja Warszawskiego Klubu Futbolu Stołowego jest dwukrotnym drużynowym mistrzem Polski (2013 i 2017).
Klub odegrał ważną rolę w historii polskiego futbolu stołowego - w 2009 roku był jednym ze współzałożycieli i do dziś pozostaje członkiem Polskiego Związku Futbolu Stołowego.
Klub, jako stowarzyszony w PZFS jest również członkiem Międzynarodowej Federacji Futbolu Stołowego - ITSF.

## Działalność
Zawodnicy klubu biorą udział we wszystkich krajowych rozgrywkach futbolu stołowego (ligi lokalne, krajowa liga centralna, Mistrzostwa Polski). Klub deleguje również reprezentację do udziału w turnieju Klubowe Mistrzostwa Polski.
Oprócz realizacji celów sportowych, znaczna cześć działalności klubu skupia się na rozwoju i popularyzacji dyscypliny futbolu stołowego w Polsce. Warszawski Klub Futbolu Stołowego jest wielokrotnym współorganizatorem (wraz z Polskim Związkiem Futbolu Stołowego) Mistrzostw Polski w Futbolu Stołowym (2013, 2018, 2019, 2024, 2025). Klub organizuje również imprezy charytatywne i festyny futbolu stołowego. Realizuje także wydarzenia komercyjne - imprezy integracyjne i wydarzenia kulturalne (również przy współpracy z innymi podmiotami).
W klubie działa też sekcja juniorska oraz szkółka dla początkujących zawodników. Organizacja współpracuje ze szkołami, gdzie prowadzi zajęcia pozalekcyjne oraz organizuje turnieje (Mistrzostwa Szkół). Klub organizuje szkolenia dla nauczycieli oraz prowadzących zarówno z gry i jej zasad jak i technicznych kwestii organizacji i prowadzenia rozgrywek.

## Największe sukcesy

### Krajowe
Poniższe zestawienia obejmują osiągnięcia klubu oraz indywidualne osiągnięcia zawodników reprezentujących klub w rozgrywkach krajowych.

#### Mistrzostwa Polski
Zawodnicy klubu – złoci medaliści Mistrzostw Polski w Futbolu Stołowym
- Gra podwójna (Pary Open)
  -  Mistrzostwo Polski - Eryk Czajkowski (1x - 2003[10]), Wojciech Węgrzyn (1x - 2003[10]), Tomasz Poboży (4x - 2010[11], 2013[12], 2014[13], 2015[14]), Barnaba Szustak (3x - 2010[11], 2013[12], 2015[14])

- Gra pojedyncza kobiet (Single Kobiet)
  -  Mistrzostwo Polski - Zuzanna Filon (1x - 2014[13])
- Gra podwójna kobiet (Pary Kobiet)
  -  Mistrzostwo Polski - Joanna Boczkowska (1x - 2011[15]), Zuzanna Filon (2x - 2014[16], 2015[14])
- Gra mieszana (Mixt)
  -  Mistrzostwo Polski - Tomasz Poboży (1x - 2004[10]), Joanna Boczkowska (2x - 2004[10], 2010[10])

#### Klubowe Mistrzostwa Polski
- 1. miejsce (2x): 2013 (K), 2017 (K)
- 2. miejsce (5x): 2008 (M), 2014 (K), 2016 (K, M), 2018 (M)
- 3. miejsce (4x): 2014 (M), 2017 (M), 2018 (K), 2019 (K)

Uwagi: (K) - drużyna kobiet, (M) - drużyna mężczyzn

### Międzynarodowe
Poniższe zestawienia obejmują indywidualne osiągnięcia zawodników klubu na arenie międzynarodowej, a także w barwach reprezentacji Polski.

#### Mistrzostwa Świata
- 1. miejsce (2x):
  - Marek Lulkiewicz (2001/2002[10] - pary losowane ama), Zuzanna Sokołowska (2024[17] - single kobiet u19)
- 2. miejsce (2x):
  - Zuzanna Filon (2011/2012[18] - pary kobiet), Piotr Leszczyński (2024[19] - single u16)
- 3. miejsce (11x):
  - Zuzanna Filon (2009/2010[20], 2011/2012[21] - pary ama), Małgorzata Filon (2009/2010[20] - pary ama), Joanna Boczkowska (2010/2011[22] - pary semi), Remigiusz Fleszar (2011/2012[21] - pary ama), Piotr Leszczyński (2024[23] - pary u16), Filip Tokaj (2024[23] - pary u16), Zuzanna Sokołowska (2x 2024[24][25] - pary kobiet u19, pary kobiet classic), Blanka Jankowska (2x 2024[24][25] - pary kobiet u19, pary kobiet classic).

#### Drużynowe Mistrzostwa Świata
- 1. miejsce (8x):
  - Joanna Boczkowska (2010/2011[26] - RK), Zuzanna Filon (2010/2011[26] - RK, 2x 2012/2013[27] - RK), Wsewołod Sakolski (2024[28] - RJ), Piotr Leszczyński (2024[28] - RJ), Filip Tokaj (2024[28] - RJ), Witomir Ishida (2024[28] - RJ)
- 2. miejsce (3x):
  - Zuzanna Filon (2x 2011/2012[29] - RK), Joanna Boczkowska (2011/2012[29] - RK)
- 3. miejsce (3x):
  - Zuzanna Filon (2009/2010[30] - RK), Małgorzata Filon (2009/2010[30] - RK), Remigiusz Fleszar (2016[31] - RM)

Uwagi: (RK) - Reprezentacja Polski kobiet, (RM) - Reprezentacja Polski mężczyzn, (RJ) - Reprezentacja Polski juniorów